# Relicina sabahensis
Relicina sabahensis är en lavart som beskrevs av Elix. Relicina sabahensis ingår i släktet Relicina och familjen Parmeliaceae.   Inga underarter finns listade i Catalogue of Life.